# Marcel Neumann
Marcel Neumann (* 9. Oktober 1988 in Bietigheim-Bissingen) ist ein deutscher Eishockeyspieler, der zuletzt beim SC Bietigheim-Bissingen in der 2. Bundesliga unter Vertrag stand.

## Karriere
Marcel Neumann begann seine Karriere als Eishockeyspieler in seiner Heimatstadt in der Nachwuchsabteilung des SC Bietigheim-Bissingen, für den er unter anderem in der Saison 2005/06 in der Deutschen Nachwuchsliga aktiv war. In der Saison 2007/08 gab der Verteidiger sein Debüt für die Profimannschaft des SC Bietigheim-Bissingen in der 2. Bundesliga. In den folgenden Jahren wurde er ein fester Bestandteil des Profiteams, mit dem er in der Saison 2008/09 den Meistertitel der 2. Bundesliga gewann. Von 2007 bis 2009 spielte er parallel für den Stuttgarter EC in der viertklassigen Regionalliga.

## Erfolge und Auszeichnungen
- 2009 Meister der 2. Bundesliga mit dem SC Bietigheim-Bissingen
- DEB-Pokal-Sieger 2011/12  mit dem SC Bietigheim-Bissingen
- DEB-Pokal-Sieger 2012/13  mit dem SC Bietigheim-Bissingen
- 2013 Meister der 2. Eishockey-Bundesliga mit dem SC Bietigheim-Bissingen "Steelers"

## 2. Bundesliga-Statistik
(Stand: Ende der Saison 2010/11)